# HD 181327
HD 181327 — звезда в созвездии Телескопа, которая находится на расстоянии около 165 световых лет от нас. Система имеет осколочный диск, в состав которого, предположительно, входит вода в замёрзшем состоянии.

## Звезда
HD 181327 — жёлто-белый карлик главной последовательности на ранней стадии эволюции: её возраст определяется приблизительно в 12 миллионов лет. Звезда входит в группу движущихся звёзд β Живописца.

## Осколочный диск

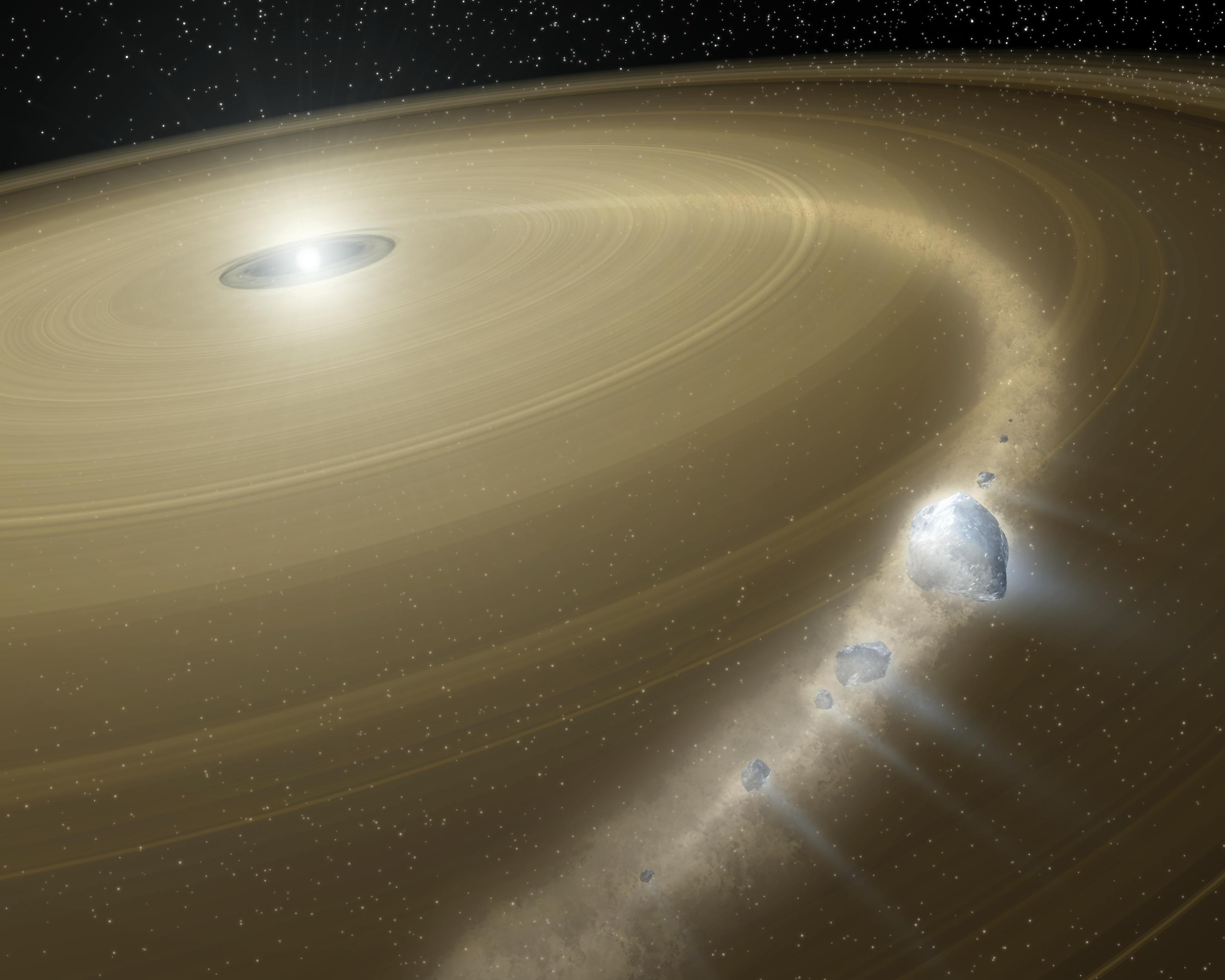
Осколочный диск в представлении художника

В 1998 году группа астрономов предположила, что система обладает осколочным диском. Позже наблюдения с помощью орбитального телескопа Хаббл подтвердили наличие диска, обращающегося на расстоянии 86,3 а. е. от звезды. Его толщина составляет порядка 36 а. е. В 2008 году, сопоставив результаты с наблюдениями орбитального телескопа Спитцер, учёные предположили, что в осколочном диске присутствует огромное количество воды, что делает его похожим на пояс Койпера, находящийся за орбитой Нептуна в нашей Солнечной системе. А поскольку звезда HD 181327 находится на ранней стадии эволюции, возможно, перед нами система, похожая на Солнечную, на ранней стадии формирования.